# Ator II – Der Unbesiegbare
Ator II – Der Unbesiegbare ist nach Ator – Herr des Feuers der zweite von drei Filmen mit dem Titelhelden Ator, die der italienische Regisseur, Drehbuchautor und Kameramann Joe D’Amato nach dem Erfolg von Conan der Barbar drehte, um mit seinen erheblich weniger aufwendigen Werken von der Popularität des neuen Genres des Barbarenfilms zu profitieren.

## Handlung des Films
In nicht näher bestimmter Vorzeit entdeckt der Weise Akronnos die Atomenergie in Gestalt des Strahlenden. Da er befürchtet, dass diese Entdeckung in den falschen Händen furchtbare Folgen haben könnte, beauftragt er seine Tochter Mila, seinen ehemaligen Schüler Ator herbeizuholen, dem er die Entdeckung zum Schutz gegen Unbefugte anvertrauen will. Zoran, ein der Machtgier verfallener anderer früherer Schüler des Akronnos, hat von der Erfindung erfahren und bringt nun seinen ehemaligen Lehrer in seine Gewalt, um die Herausgabe des Strahlenden zu erzwingen. Derweil hat Mila Ator und dessen Gefährten Thong benachrichtigt, und sie begeben sich auf den Weg zu Akronnos' Schloss. Unterwegs stellen sich ihnen diverse Hindernisse in den Weg, wie etwa aggressive Unsichtbare, die im Kampf besiegt werden, ein Stamm Menschenopfer darbringender Höhlenmenschen, die beinahe Mila opfern, und ein grausamer Schlangenkult, den Ator vernichtet. Ator, Mila und Thong erreichen Akronnos' Schloss und verschaffen sich Zutritt. Ator besiegt Zoran im Zweikampf, und nachdem das Strahlende unschädlich gemacht wurde, begibt sich Ator hinaus in die Welt, mit Akronnos' Auftrag, überall den Unterdrückten beizustehen.

## Bedeutung
Ator der Unbesiegbare wird allgemein als einer der schlechtesten kommerziell produzierten Filme überhaupt betrachtet. Diese Einschätzung beruht auf mehreren Aspekten. Zunächst ist es durchgängig offensichtlich, dass der Film mit äußerst geringem finanziellem Aufwand produziert wurde. So muss eindeutig erkennbar ein und dieselbe Höhle sowohl die Heimat der Höhlenmenschen, Akronnos' Laboratorium und Ators Wohnstatt darstellen. Anstelle aufwendiger eigener Filmaufnahmen wurden an manchen Stellen unpassende Archivaufnahmen ungeschickt zusammengeschnitten (beispielsweise die Luftaufnahme von Schloss Hohenschwangau, mitsamt unübersehbarer bayerischer Landesflagge auf dem höchsten Turm und erkennbarem Parkplatz am Bildrand). Dass nur eng begrenzte Mittel zur Verfügung standen, wird auch an anderen Details ersichtlich; so etwa besteht der gefürchtete Schlangenkult nur aus einem knappen Dutzend Reitern, dem Oberpriester und seinen zwei Gehilfen. Die Handlung ergibt streckenweise keinen Sinn, was auch auf eine Reihe von Dialogen zutrifft. Ebenfalls erheblich zum negativen Gesamteindruck tragen die wenig charismatischen Schauspieler bei.
Dennoch wird Ator dem Unbesiegbaren oft ein großer Unterhaltungswert attestiert, da die extrem billige, inkompetente Machart und die vielen sinnlosen Handlungselemente eine unbeabsichtigte komische Wirkung haben. Gerade weil dieser Film handwerklich, dramaturgisch und schauspielerisch vollkommen misslungen ist, hat er unter Cineasten einen hohen Bekanntheitsgrad erreicht. Damit gehört Ator der Unbesiegbare in die Kategorie ungewollt lustiger B-Filme.

## Trivia
- Am 23. September 2016 wurde dieser Film im Rahmen der Reihe "Die schlechtesten Filme aller Zeiten" auf Tele 5 gezeigt.

- Wie Regisseur d'Amato in einem Interview bekanntgab, wurde nach Ator – Herr des Feuers vor allem deswegen ein zweiter Teil gedreht, um den Vertrag, der mit Miles O’Keeffe bestand, zu nutzen. Im Gegensatz zum ersten Teil wurde Ator der Unbesiegbare daher in größter Eile und beinahe ganz ohne Drehbuch gedreht.[2]

- Wie D’Amato in einem weiteren Interview mit dem italienischen Fanzine “Nocturno” verriet, hatte Miles O’Keeffe zu Beginn der Dreharbeiten Probleme: „Schon war alles bereit zum Drehen, ja wir hatten schon vor zwei Tagen mit den Proben begonnen, als Miles sich weigerte, am Projekt teilzunehmen – aus Problemen religiöser Natur. Er war wie ein Besessener mit der Religion. Eines Nachts sind wir bis vier am Morgen mit Miles wachgeblieben, der auf den Treppen saß, vor dem Büro, um zu weinen. Seine Psyche war ein wenig labil, der Arme…“ (In deutscher Übersetzung aus dem Italienischen)[3].

- In die deutschen Kinos kam der Film am 24. Februar 1984.[4]